# Кубанский погром
Кубанский погром — нападение (набег) в начале августа 1717 года крымских и кубанских татар (ногайцев), черкасов и казаков-некрасовцев, живших на реке Кубань на часть территории Юго-Восточной России (на Восточную украйну).
Участие казаков-некрасовцев, вероятно, было продиктовано заработком и местью за изгнание из родных мест как участников Булавинского восстания, глубокой неприязнью к внутренней политике Петра Первого и религиозными мотивами (некрасовцы были старообрядцами). Походом (набегом) с целью захвата рабов (ясырей) для продажи на черноморских рынках руководил «салтан» (сераскир) Бахти Герай, представитель ханской династии крымских татар.

## История
Сосредоточив силы на войне со Швецией, Пётр I уменьшил охрану этого участка границы: система обороны была ослаблена; крепостные стены ветшали, гарнизоны были небольшими и слабо вооруженными, чем воспользовались ногайцы, черкасы и кубанцы, нанёсшие удар по ряду районов Среднего Поволжья. Общая численность нападавших составила около 40 000 человек.
1 августа 1717 года кубанцы расположились на реке Карай (приток Вороны).
2 августа они блокировали город-крепость Петровск, 3 августа — город Пензу, вторглись в пределы Пензенского, Верхнеломовского и Керенского уездов, дойдя до города-крепости Саранск.
Рассыпавшись по захваченной местности, кубанцы отрядами в 50—100 человек приступили к захвату ясырей и сожжению сел и деревень, убивая сопротивляющихся. Упорно сражались защитники Рамзайского острога, задержавшие продвижение кубанцев. Опустошив местность от города Петровска на реке Медведице до города Керенска, налетчики удалились, уведя с собой до 18 тысяч ясырей. Глубокое проникновение (около 1 000 вёрст) кубанцев на территорию России стало возможным как благодаря внезапности нападения, так и из-за малочисленности донских казаков, пострадавших от репрессий за участие в Булавинском восстании (1707—1709 годов).
На обратном пути войска Бахты-Гирея встретилась с давними противниками — калмыками и кабардинцами — и были разгромлены.
В конце 1717 года по указу Петра I между Пензой и Саратовом было размещено четыре драгунских полка, затем начато строительство Царицынской сторожевой линии, завершение которой положило конец набегам на российские украины кубанских и кочевых народов Дикого поля.